# Tell Him (bài hát của Barbra Streisand và Celine Dion)
"Tell Him" là một bài hát của nghệ sĩ thu âm người Mỹ Barbra Streisand và nghệ sĩ thu âm thu âm người Canada Celine Dion nằm trong album phòng thu thứ 27 của Streisand Higher Ground (1997) và album phòng thu tiếng Anh thứ năm của Dion Let's Talk About Love (1997). Nó được phát hành vào ngày 7 tháng 10 năm 1997 như là đĩa đơn đầu tiên trích từ hai album bởi Columbia Records và Epic Records. Bài hát được đồng viết lời bởi Linda Thompson với những nhà sản xuất nó David Foster và Walter Afanasieff, cũng là những cộng tác viên quen thuộc xuyên suốt sự nghiệp của hai nghệ sĩ. Sự phát triển cho bản song ca của cả hai bắt đầu khi Dion trình diễn bài hát của Streisand và Bryan Adams cho bộ phim năm 1996 The Mirror Has Two Faces "I Finally Found Someone" tại giải Oscar lần thứ 69. "Tell Him" là một bản pop ballad mang nội dung đề cập đến cách mỗi người nên thể hiện cảm xúc yêu thương của bản thân với những người xung quanh cũng như bảy tỏ điều đó với người yêu của mình.
Sau khi phát hành, "Tell Him" nhận được những phản ứng tích cực từ các nhà phê bình âm nhạc, trong đó họ đánh giá cao giai điệu đẹp, sự hòa hợp trong giọng hát của Streisand và Dion, cũng như quá trình sản xuất nó. Ngoài ra, bài hát còn gặt hái nhiều giải thưởng và để cử tại những lễ trao giải lớn, bao gồm một đề cử giải Grammy cho Hợp tác giọng pop xuất sắc nhất tại lễ trao giải thường niên lần thứ 40. "Tell Him" cũng tiếp nhận những thành công vượt trội về mặt thương mại với việc lọt vào top 10 ở hầu hết những quốc gia bài hát xuất hiện, bao gồm vươn đến top 5 ở những thị trường lớn như Bỉ, Pháp, Ireland, Ý, Hà Lan, Tây Ban Nha, Thụy Sĩ và Vương quốc Anh. Tại Hoa Kỳ, nó chỉ có thể vươn đến thứ 58 trên bảng xếp hạng sóng phát thanh nên hãng đĩa đã quyết định không phát hành bài hát làm đĩa đơn thương mại tại đây, dẫn đến việc "Tell Him" không thể xuất hiện trên bảng xếp hạng Billboard Hot 100 theo quy định lúc bấy giờ.
Video ca nhạc cho "Tell Him" được đạo diễn bởi Scott Lochmus, trong đó bao gồm những cảnh Streisand và Dion hát trong một phòng thu với sự tham gia hỗ trợ từ nhà sản xuất bài hát Foster và Afanasieff, xen kẽ với những cảnh hai nghệ sĩ trò chuyện và bàn bạc xung quanh quá trình thu âm nó. Kể từ khi phát hành, bài hát đã xuất hiện trong nhiều album tuyển tập trong sự nghiệp của cả hai, bao gồm The Essential (2002), Duets (2002) và The Ultimate Collection (2010) của Streisand, cũng như The Collector's Series, Volume One (2000), My Love: Essential Collection (2008) and The Best of Celine Dion & David Foster (2012) của Dion. Mặc dù gặt hái nhiều thành công về mặt chuyên môn lẫn thương mại, hai nghệ sĩ chưa từng trình diễn "Tell Him" trực tiếp cùng nhau trên bất kỳ chương trình truyền hình và lễ trao giải lớn nào, mặc dù cả hai đã từng lên kế hoạch song ca tại giải Grammy lần thứ 40 nhưng màn trình diễn đã phải hủy bỏ sau khi Streisand được chẩn đoán mắc bệnh cúm.

## Danh sách bài hát
- Đĩa CD tại châu Âu và Anh quốc[1]

1. "Tell Him" (radio chỉnh sửa) – 4:53
2. "Everything Must Change" (thể hiện bởi Barbra Streisand) – 4:05
3. "Where Is the Love" (thể hiện bởi Celine Dion) – 4:55

- Đĩa 12" tại châu Âu[2]

1. "Tell Him" (radio chỉnh sửa) – 4:53
2. "Everything Must Change" (thể hiện bởi Barbra Streisand) – 4:05
3. "Tell Him" (bản album) – 4:51
4. "Where Is the Love" (thể hiện bởi Celine Dion) – 4:55

## Xếp hạng
| Bảng xếp hạng (1997-98)               | Vị trí cao nhất |
| ------------------------------------- | --------------- |
| Úc (ARIA)                             | 9               |
| Áo (Ö3 Austria Top 40)                | 23              |
| Bỉ (Ultratop 50 Flanders)             | 3               |
| Bỉ (Ultratop 50 Wallonia)             | 3               |
| Canada (RPM)                          | 47              |
| Canada Adult Contemporary (RPM)       | 1               |
| Châu Âu (European Hot 100 Singles)    | 3               |
| Pháp (SNEP)                           | 4               |
| Đức (Official German Charts)          | 25              |
| Ireland (IRMA)                        | 2               |
| Ý (FIMI)                              | 4               |
| Hà Lan (Dutch Top 40)                 | 1               |
| Hà Lan (Single Top 100)               | 2               |
| Na Uy (VG-lista)                      | 8               |
| Rumani (Romanian Top 100)             | 1               |
| Scotland (OCC)                        | 3               |
| Tây Ban Nha (AFYVE)                   | 4               |
| Thụy Điển (Sverigetopplistan)         | 27              |
| Thụy Sĩ (Schweizer Hitparade)         | 4               |
| Anh Quốc (OCC)                        | 3               |
| Hoa Kỳ Radio Songs (Billboard)        | 58              |
| Hoa Kỳ Adult Contemporary (Billboard) | 5               |

| Bảng xếp hạng (1997)                 | Vị trí |
| ------------------------------------ | ------ |
| Australia (ARIA)                     | 46     |
| Belgium (Ultratop 50 Flanders)       | 30     |
| Belgium (Ultratop 50 Wallonia)       | 15     |
| Canada Adult Contemporary (RPM)      | 24     |
| Europe (European Hot 100 Singles)    | 57     |
| France (SNEP)                        | 33     |
| Italy (FIMI)                         | 60     |
| Netherlands (Dutch Top 40)           | 48     |
| Netherlands (Single Top 100)         | 24     |
| Norway Christmas Period (VG-lista)   | 13     |
| Romania (Romanian Top 100)           | 36     |
| UK Singles (Official Charts Company) | 33     |
| Bảng xếp hạng (1998)                 | Vị trí |
| Belgium (Ultratop 50 Flanders)       | 80     |
| Belgium (Ultratop 50 Wallonia)       | 89     |
| Canada Adult Contemporary (RPM)      | 71     |
| Europe (European Hot 100 Singles)    | 46     |
| Netherlands (Dutch Top 40)           | 57     |
| Netherlands (Single Top 100)         | 16     |
| Switzerland (Schweizer Hitparade)    | 32     |

| Bảng xếp hạng (1990-99)    | Vị trí |
| -------------------------- | ------ |
| France (SNEP)              | 80     |
| Netherlands (Dutch Top 40) | 73     |

## Chứng nhận
| Quốc gia                                                                           | Chứng nhận | Số đơn vị/doanh số chứng nhận |
| ---------------------------------------------------------------------------------- | ---------- | ----------------------------- |
| Úc (ARIA)                                                                          | Vàng       | 35.000^                       |
| Bỉ (BEA)                                                                           | Bạch kim   | 50.000*                       |
| Pháp (SNEP)                                                                        | Vàng       | 400,000                       |
| Hà Lan (NVPI)                                                                      | Bạch kim   | 75.000^                       |
| Na Uy (IFPI)                                                                       | Vàng       | 10.000*                       |
| Thụy Sĩ (IFPI)                                                                     | Vàng       | 25.000^                       |
| Anh Quốc (BPI)                                                                     | Vàng       | 436,000                       |
| * Chứng nhận dựa theo doanh số tiêu thụ. ^ Chứng nhận dựa theo doanh số nhập hàng. |            |                               |